# Klára Koukalová
Klára Koukalová (Klára Zakopalová, de 2006 a 2014, com nome de casada) (Praga, 24 de Fevereiro de 1982) é uma ex-tenista profissional tcheca. No circuito WTA, conquistou 3 títulos de simples e 4 de duplas. Respectivamente, atingiu os rankings máximos de 20 e 31 do mundo.
Casou-se em 2006 com o jogador de futebol tcheco Jan Zakopal, mas se divorciou em janeiro de 2014. De junho de 2006 a março de 2014, usou o nome de casada Zakopalová enquanto competia. Voltou a usar o nome de solteira, Koukalóva, em abril de 2014, no WTA de Katowice.
Aposentou-se em 2016, aos 34 anos.

## WTA finais

### Simples (3–12)
| Legenda                                      |
| -------------------------------------------- |
| Grand Slam (0–0)                             |
| WTA Tour (0–0)                               |
| Tier I / Premier Mandatory & Premier 5 (0–0) |
| Tier II / Premier (0–0)                      |
| Tier III, IV & V / International (3–12)      |

| Finais por Piso |
| --------------- |
| Duro (2–3)      |
| Saibro (0–7)    |
| Grama (1–1)     |
| Carpete (0–1)   |

| Posição | N.  | Data              | Torneio                                              | Piso        | Oponente           | Placar        |
| ------- | --- | ----------------- | ---------------------------------------------------- | ----------- | ------------------ | ------------- |
| Vice    | 1.  | 20 May 2001       | Belgian Open, Antuérpia, Bélgica                     | Saibro      | Barbara Rittner    | 3–6, 2–6      |
| Vice    | 2.  | 14 Julho 2002     | Grand Prix SAR, Casablanca, Marrocos                 | Saibro      | Patricia Wartusch  | 7–5, 3–6, 3–6 |
| Vice    | 3.  | 2 Agosto 2003     | Idea Prokom Open, Sopot, Polônia (1)                 | Saibro      | Anna Smashnova     | 2–6, 0–6      |
| Vice    | 4.  | 19 Junho 2004     | Ordina Open, 's-Hertogenbosch, Holanda               | Grama       | Mary Pierce        | 6–7(6–8), 2–6 |
| Vice    | 5.  | 14 Agosto 2004    | Idea Prokom Open, Sopot, Polônia (2)                 | Saibro      | Flavia Pennetta    | 5–7, 6–3, 3–6 |
| Campeã  | 1.  | 18 Junho 2005     | Ordina Open, 's-Hertogenbosch, Holanda               | Grama       | Lucie Šafářová     | 3–6, 6–2, 6–2 |
| Vice    | 6.  | 24 Julho 2005     | Internazionali Femminili di Palermo, Palermo, Itália | Saibro      | Anabel Medina      | 4–6, 0–6      |
| Campeã  | 2.  | 25 Setembro 2005  | Banka Koper Slovenia Open, Portorož, Eslovênia       | Duro        | Katarina Srebotnik | 6–2, 4–6, 6–3 |
| Vice    | 7.  | 17 Fevereiro 2008 | Cachantún Cup, Viña del Mar, Chile                   | Saibro      | Flavia Pennetta    | 4–6, 4–5 ret. |
| Vice    | 8.  | 8 Agosto 2010     | e-Boks Danish Open, Copenhague, Dinamarca            | Carpete (i) | Caroline Wozniacki | 2–6, 6–7(5–7) |
| Vice    | 9.  | 26 Setembro 2010  | Hansol Korea Open, Seul, Coréia do Sul               | Duro        | Alisa Kleybanova   | 1–6, 3–6      |
| Vice    | 10. | 6 Janeiro 2013    | Shenzhen Open, Shenzhen, China                       | Duro        | Li Na              | 3–6, 6–1, 5–7 |
| Vice    | 11. | 11 Janeiro 2014   | Hobart International, Hobart, Austrália              | Duro        | Garbiñe Muguruza   | 4–6, 0–6      |
| Vice    | 12. | 23 Fevereiro 2014 | Rio Open, Rio de Janeiro, Brasil                     | Saibro      | Kurumi Nara        | 1–6, 6–4, 1–6 |
| Campeã  | 3.  | 1 Março 2014      | Brasil Tennis Cup, Florianópolis, Brasil             | Duro        | Garbiñe Muguruza   | 4–6, 7–5, 6–0 |

### Duplas (4–6)
| Legenda                                      |
| -------------------------------------------- |
| Grand Slam (0–0)                             |
| WTA Tour (0–0)                               |
| Tier I / Premier Mandatory & Premier 5 (0–0) |
| Tier II / Premier (0–2)                      |
| Tier III, IV & V / International (4–4)       |

| Finais por Piso |
| --------------- |
| Duro (2–4)      |
| Saibro (1–1)    |
| Grama (1–1)     |
| Carpete (0–0)   |

| Posição | N. | Data             | Torneio                                              | Piso     | Parceira                   | Oponentes                             | Placar                |
| ------- | -- | ---------------- | ---------------------------------------------------- | -------- | -------------------------- | ------------------------------------- | --------------------- |
| Vice    | 1. | 17 Setembro 2001 | Bell Challenge, Quebec, Canadá                       | Duro (i) | Alena Vašková              | Samantha Reeves Adriana Serra Zanetti | 5–7, 6–4, 3–6         |
| Vice    | 2. | 25 Julho 2009    | Banka Koper Slovenia Open, Portorož, Eslôvenia       | Duro     | Camille Pin                | Julia Görges Vladimíra Uhlířová       | 4–6, 2–6              |
| Vice    | 3. | 24 Outubro 2009  | Kremlin Cup, Moscow, Rússia                          | Duro     | Maria Kondratieva          | Maria Kirilenko Nadia Petrova         | 2–6, 2–6              |
| Campeã  | 1. | 18 Junho 2011    | UNICEF Open, 's-Hertogenbosch, Holanda               | Grama    | Barbora Záhlavová-Strýcová | Dominika Cibulková Flavia Pennetta    | 1–6, 6–4, [10–7]      |
| Vice    | 4. | 16 Julho 2011    | Internazionali Femminili di Palermo, Palermo, Itália | Saibro   | Andrea Hlaváčková          | Sara Errani Roberta Vinci             | 5–7, 1–6              |
| Vice    | 5. | 22 Junho 2013    | Aegon International, Eastbourne, Reino Unido         | Grama    | Monica Niculescu           | Nadia Petrova Katarina Srebotnik      | 3–6, 3–6              |
| Campeã  | 2. | 21 Julho 2013    | Swedish Open, Båstad, Suécia                         | Saibro   | Anabel Medina Garrigues    | Alexandra Dulgheru Flavia Pennetta    | 6–1, 6–4              |
| Campeã  | 3. | 4 Janeiro 2014   | Shenzhen Open, Shenzhen, China                       | Duro     | Monica Niculescu           | Lyudmyla Kichenok Nadiia Kichenok     | 6–3, 6–4              |
| Campeã  | 4. | 11 Janeiro 2014  | Hobart International, Hobart, Austrália              | Duro     | Monica Niculescu           | Lisa Raymond Zhang Shuai              | 6–2, 6–7(5–7), [10–8] |
| Vice    | 6. | 13 Abril 2014    | Katowice Open, Katowice, Polônia                     | Duro (i) | Monica Niculescu           | Yuliya Beygelzimer Olga Savchuk       | 4–6, 7–5, [7–10]      |

## Ligações Externas
- Perfil na WTA